# زنان در کلیسای کاتولیک
در تاریخ کلیسای کاتولیک، زنان نقش‌های مختلفی را ایفا کرده‌اند و کلیسا از طرق قابل توجهی بر نگرش جامعه نسبت به زنان در سراسر جهان تأثیر گذاشته‌است. زنان اکثریت اعضای زندگی مقدس در کلیسای کاتولیک را تشکیل می‌دهند: در سال ۲۰۱۰، حدود ۷۲۱٬۹۳۵ زن خود را مذهبی معرفی کردند.

## چشم‌انداز کتاب مقدس
زنان برجسته زندگی کلیسا شامل شخصیت‌های عهد عتیق، مریم مادر عیسی و مریدان زن عیسی از انجیل‌ها بوده‌اند. به مادری که در مسیحیت کاتولیک دارای مقام والایی است، با مریم مادر عیسی که به‌طور رسمی به عنوان ملکه آسمان شناخته می‌شود، جایگاه والایی پیدا می‌شود. نقش و ارادت ویژه ای که به ارادت مریم و ماریان اعطا شده‌است، موضوع اصلی هنر کاتولیک بوده‌است. برعکس، نقش حوا در باغ بهشت و دیگر داستان‌های کتاب مقدس بر توسعه تصور غربی از زن به عنوان «وسوسه انگیز» تأثیر گذاشت.

## دیدگاه آموزشی
افراد با نفوذ از متکلمان، رئیسان صومعه زنان تارک دنیا، پادشاهان، مبلغان مذهبی، عرفا، شهدا، دانشمندان، پرستاران، مدیران بیمارستان‌ها، تربیت کنندگان و خواهران مذهبی هستند که بسیاری از آنها به عنوان مقدسین کاتولیک مقدس شناخته شده‌اند. کلیسای کاتولیک از طریق حمایت از یادگیری نهادینه، بسیاری از اولین زنان برجسته و دانشمند جهان را تولید کرد - از جمله پزشکان Trotula of Salerno (قرن یازدهم) و Dorotea Bucca (درگذشته ۱۴۳۶)، فیلسوف النا کورنارو پیسکوپیا (درگذشته ۱۶۸۴)) و ریاضیدان ماریا گائتانا آنیزی (متوفی ۱۷۹۹). از ۳۶ آموزگار کلیسای شناخته شده، چهار نفر زن هستند (که همه آنها پس از سال ۱۹۷۰ به رسمیت شناخته شدند): عرفان آلمانی هیلدگارد بینگنی، عارف اسپانیایی سانتا ترسا، عارف ایتالیایی کاترین سیه‌نا و راهبه فرانسوی تیریز دو لیزیو. سایر زنان کاتولیک با کارهای مأموریت خیریه و کارزارهای عدالت اجتماعی به شهرت جهانی رسیده‌اند. مانند پیشگامان بیمارستان‌ها ماریان کوپه و مادر ترزا که با خدمت به تهی دستان در حال مرگ در هند شروع کردند.